# Сильвестр, Израэль
Израэль Сильвестр (фр. Israël Silvestre; 13 августа 1621, Нанси — 11 октября 1691, Париж) — французский (лотарингский) живописец, рисовальщик и гравёр.

## Жизнь и творчество

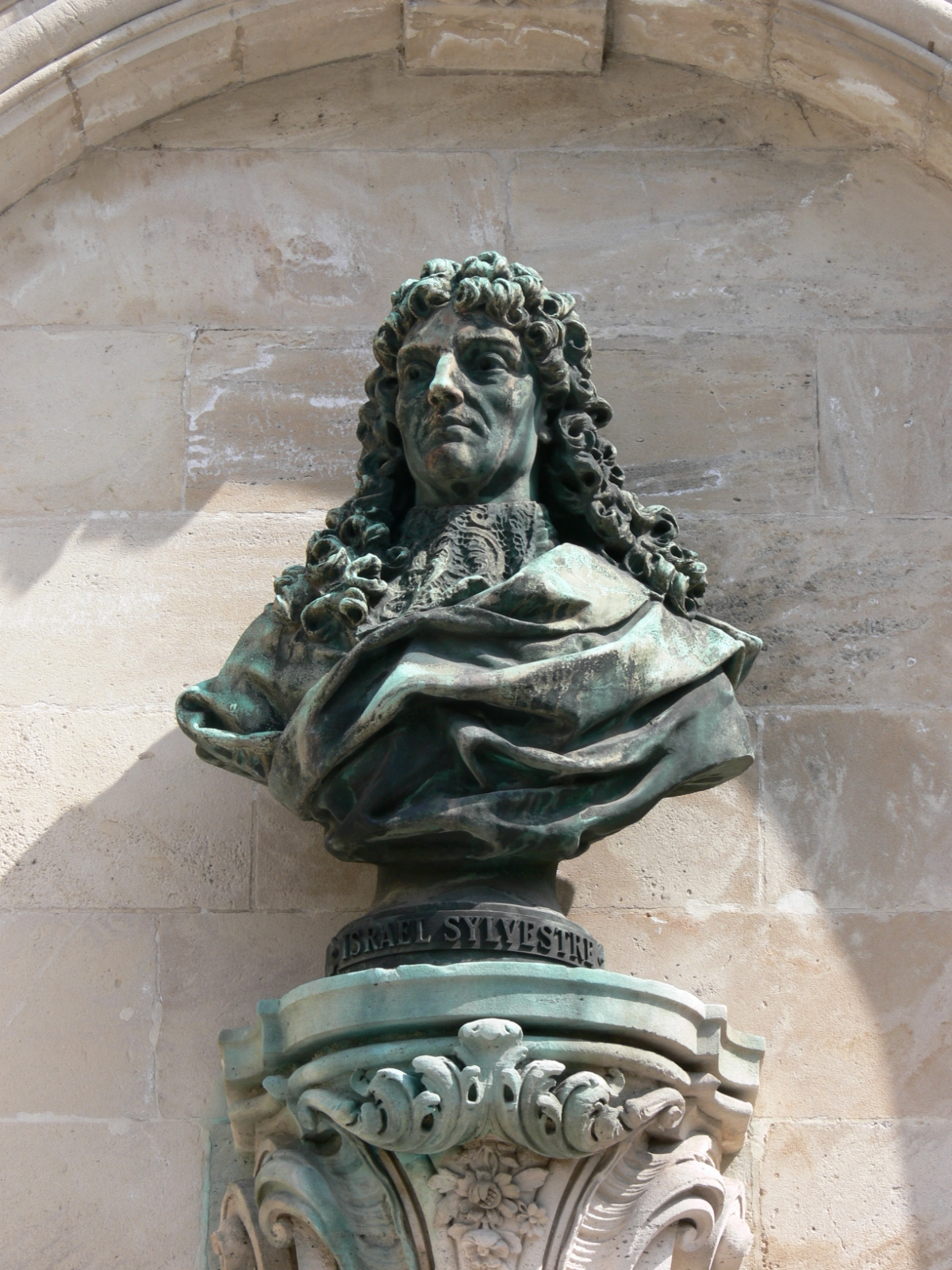
Бюст Израэля Сильвестра в Нанси

Родился в Нанси; сын сапожника Жиля Сильвестра (1591–1631) и его супруги Элизабет Анриэ, дочери художника по стеклу Клода Анриэ (1539–около 1604). Первые художественные навыки получил под руководством отца, уже в раннем возрасте проявил к этому талант. В 1631 году мальчик становится сиротой; далее его воспитывает дядя Израэль Анриэ (около 1590–1661), живший в Париже и принявший как собственного сына. Дядя также усовершенствовал художественные навыки И. Сильвестра-младшего.
Позднее Сильвестр, по результатам своих многочисленных поездок и посетив различные французские провинции, пишет несколько книг, иллюстрируя их гравюрами по меди. Художник также совершил путешествие в Италию, где изучал полотна старых мастеров. В 1662 году он назначается придворным художником и гравёром французского короля Людовика XIV и далее проживает со своей семьёй в Луврском дворце. 10 сентября 1662 года Сильвестр вступает в брак с Анриеттой Селинкар, дочерью торговца тканями из Парижа. В этом браке у них родились 10 детей, трое из которых достигли совершеннолетия.
Младшим сыном Израэля Сильвестра был художник Луи де Сильвестр.

### Работы
Гравюры
- 1657 c — Vue de l'église des Bernardins à Paris, Sbg, bd : cum privil. Regis, 10 cm × 19,6 cm (Париж, музей Карнавале).
- Les églises des stations de Rome dédiées par Israël Henriet à Haulte et puissante dame Marie Catherine de la Rochefoucaud, в том числе San Giovanni in Laterano (Église Saint-Jean-de-Latran) 17,3 cm × 30 cm. и San Maria Maggiore (Église Sainte-Marie-Majeure) 17,8 cm × 29,6 cm (Париж, Лувр)
- Вид переднего двора Королевского замка в Версале.1674. Офорт, резец. (Ирбитский Государственный Музей Изобразительных Искусств)

## Галерея
- Избранная графика
- artnet.de